# Alma (bosnische Sängerin)
Alma Čardžić (Künstlername Alma; * 1968 in Maglaj) ist eine bosnische Sängerin.

## Leben und Wirken
In Europa ist sie vor allem durch ihre beiden Teilnahmen am Eurovision Song Contest bekannt: 1994 nahm sie zusammen mit Dejan Lazarević teil. Doch obwohl sie mit tosendem Applaus begrüßt wurden, erreichte ihr Lied Ostani kraj mene („Bleib bei mir“) nur den 15. Platz bei 25 Teilnehmern. Auch 1997 hatte sie, diesmal solo, wenig Glück: Goodbye erreichte punktgleich mit Bianca Shomburg aus Deutschland den 18. Platz bei 25 Teilnehmern.

## Diskografie
Alben
- 1996: Plavo oko
- 1998: Duša
- 2001: Malo po malo
- 2004: Moje pjesme (Kompilation)

## Preise
2004 gewann sie beim BH Oscar zwei Preise, nämlich den für den 'Sänger des Jahrzehnts' und den für die Single des Jahres, nämlich Dva dana.